# Anton Jože Gale
Anton Jože Gale (* 26. März 1944 in Jesenice, Jugoslawien; † 25. März 2018 in Ljubljana, Slowenien) war ein jugoslawischer Eishockeytorwart, der an drei Olympischen Winterspielen und acht Eishockey-Weltmeisterschaften teilnahm. Später war er als Torwarttrainer tätig.

## Karriere
Anton Jože Gale, der in Jesenice geboren wurde, ging als 17-Jähriger nach Ljubljana, der Hauptstadt der jugoslawischen Teilrepublik Slowenien und schloss sich dort dem HK Olimpija Ljubljana an, für den er den Großteil seiner Karriere spielte. Nach seinen guten Leistungen bei den Olympischen Winterspielen 1968 wurde er zum Trainingscamp der New York Rangers eingeladen, bekam dort aber keinen Vertrag, sondern spielte die folgende Saison bei den Syracuse Blazers in der Eastern Hockey League. Zu den Playoffs wurde er von den Clinton Comets verpflichtet, mit denen er die Liga gewann. Anschließend kehrte er zu Olimpija Ljubljana zurück und gewann mit diesen 1972 die jugoslawische Meisterschaft. Daraufhin wurde erneut zu einem NHL-Trainingscamp, diesmal bei den Chicago Blackhawks, eingeladen. Da er aber erneut keinen NHL-Vertrag erhielt, kehrte er nach Ljubljana zurück und spielte dort bis zu seinem Karriereende 1973. 2007 wurde er in die Slowenische Eishockey-Ruhmeshalle aufgenommen.

### International
Zwischen 1961 und 1973 stand Gale insgesamt 112-mal im Tor der jugoslawischen Eishockeynationalmannschaft. Er nahm an den Olympischen Winterspielen 1964 in Innsbruck, 1968 in Grenoble, als er als bester Torhüter der Platzierungsrunde ausgezeichnet wurde und mit einer Fangquote von 92,2 % maßgeblich dazu beitrug, dass die jugoslawische Auswahl mit Platz neun das beste Ergebnis ihrer Geschichte erreichte, und 1972 in Sapporo teil. Mit insgesamt 15 Einsätzen bei Olympischen Winterspielen ist er der am vierthäufigsten eingesetzte Torhüter. Lediglich Wladislaw Tretjak (19 Spiele für die Sowjetunion), Jim Marthinsen (17 Spiele für Norwegen) und Dominik Hašek (16 Spiele für die Tschechoslowakei und Tschechien) standen häufiger auf dem Eis. Daneben spielte Gale auch bei acht Weltmeisterschaften (sieben B-Weltmeisterschaften und eine C-Weltmeisterschaft), darunter die C-WM 1961 und die B-Titelkämpfe 1967 und 1973. Bei der B-WM 1973 in Graz endete seine Karriere, als im Spiel gegen die Vereinigten Staaten im zweiten Drittel beim überraschenden Stand von 4:1 (Endstand: 6:6) für die Jugoslawen ein Puck seine Maske zerstörte und er mit einer schweren Augenverletzung ausgewechselt werden musste.

### Trainertätigkeit
Nach seinem frühen Karriereende war Gale zunächst als Juniorentrainer bei seinem Klub HK Olimpija Ljubljana tätig. Als die slowenische Nationalmannschaft nach der Unabhängigkeit erstmals 1993 an der C-Weltmeisterschaft teilnahm, war Gale ihr Torwarttrainer.

## Erfolge und Auszeichnungen
- 1968 Bester Torhüter der Platzierungsrunde bei den Olympischen Winterspielen
- 1969 Gewinn der Eastern Hockey League mit den Clinton Comets
- 1972 Jugoslawischer Meister mit dem HK Olimpija Ljubljana